# Rage Against the Machine (album)
Rage Against the Machine je debitantski album američke rap metal grupe Rage Against the Machine koji je izdan krajem 1992. godine. Album je komercijalno bio veoma uspješan te je i u SAD-u i u Velikoj Britaniji dosegao platinastu nakladu.

## Ocjene kritičara
2001. album je u izboru časopisa Q dospio na popis 50 Najžeščih Albuma Svih Vremena, dok je 2003. u izboru 500 najboljih albuma svih vremena časopisa Rolling Stone bio na 368. mjestu.

## Naslovnica
Na naslovnici albuma se nalazi slavna slika koja prikazuje budističkog redovnika Thích Quảng Đứca kad se samozapalio u Saigonu 1963. godine prosvjedujući protiv ugnjetavanja budista u Vijetnamu.

## Popis pjesama
1. "Bombtrack" – 4:05
2. "Killing in the Name" – 5:14
3. "Take the Power Back" – 5:37
4. "Settle for Nothing" – 4:48
5. "Bullet in the Head" – 5:09
6. "Know Your Enemy" – 4:55
7. "Wake Up" – 6:04
8. "Fistful of Steel" – 5:31
9. "Township Rebellion" – 5:24
10. "Freedom" – 6:06

### Anger is a Gift (bonus disk)
1. "Darkness" – 3:40
2. "Year of tha Boomerang" – 4:02
3. "Freedom (remix)" – 6:14
4. "Take the Power Back (uživo) – 6:12

## Singlovi
1. "Killing in the Name" – 1993
2. "Freedom" – 1994
3. "Bombtrack" – 1994
4. "Bullet in the Head" – 1994

## Izvođači
- Zack de la Rocha – pjevač
- Tim Commerford – bas-gitara
- Brad Wilk – bubnjevi
- Tom Morello – gitara

## Top ljestvice

### Albuma
| Godina | Ljestvica                 | Pozicija |
| ------ | ------------------------- | -------- |
| 1993.  | Billboard Top Heatseekers | #1       |
| 1993.  | The Billboard 200         | #45      |
| 1993.  | UK Top Ljestvica Albuma   | #17      |

## Vanjske poveznice
- allmusic.com[neaktivna poveznica] - Rage Against the Machine